# Multiplex A
Multiplex A byl jedním ze tří dočasných multiplexů DVB-T v České republice. Provozovaly ho České Radiokomunikace. Vysílal od 21. října 2005 do 30. října 2008, poté se rozdělil na veřejnoprávní multiplex 1 a komerční multiplex 2. Pokrýval 42 % území ČR.

## Televizní a rozhlasové stanice multiplexu A
| Televizní stanice | logo | Rozhlasové stanice | logo |
| ----------------- | ---- | ------------------ | ---- |
| ČT1               |      | ČRo1 - Radiožurnál |      |
| ČT2               |      | ČRo2 - Praha       |      |
| ČT24              |      | ČRo3 - Vltava      |      |
| ČT4 Sport         |      | ČRo4 - Radio Wave  |      |
| TV Nova           |      | ČRo - Rádio Česko  |      |
|                   |      | ČRo - Leonardo     |      |
|                   |      | ČRo - D-dur        |      |

Povolení RRTV měla i Frekvence 1, ta však z finančních důvodů vysílání v DVB-T přerušila. Síť šířila i doplňkové služby stanic jako teletext, EPG a počasí ČT24.

## Vysílače multiplexu A
Dočasný multiplex A byl do své přeměny na finální multiplexy 1 a 2 šířen z následujících hlavních vysílačů, některé kmitočty poté převzal multiplex 2:
| vysílač                      | kanál |
| ---------------------------- | ----- |
| Brno – Barvičova             | 40    |
| Brno – Hády                  | 40    |
| Domažlice – Vraní vrch       | 38    |
| Ostrava – Hladnov            | 39    |
| Praha – Cukrák               | 25    |
| Praha – Žižkov               | 25    |
| Ústí nad Labem – Buková hora | 58    |

Po krátkou dobu od 28. března do 8. dubna 2008 byl multiplex A šířen malým výkonem i z vysílače Hradec Králové – Collinova (budova T-Mobile), a to z důvodu konání konference Internet ve státní správě a samosprávě.